# Plateau d'Assy
Pour les articles homonymes, voir Assy.
Plateau d'Assy est une localité de France située en Haute-Savoie, sur la commune de Passy, au pied de la chaîne des Fiz et au-dessus de la vallée de l'Arve. Elle tient son nom du petit plateau sur lequel elle s'est développée et qui se prolonge par ceux de Praz Coutant et de Plaine Joux.
Territoire initialement tourné vers l'agropastoralisme, le plateau d'Assy connaît à partir du début du XXe siècle une évolution de ses usages avec l'installation de sanatoriums, puis du développement d'un tourisme hivernal.

## Géographie
Il s'agit d'un modeste plateau et qui se prolonge par ceux de Praz Coutant et de Plaine Joux.

## Histoire
Le 4 décembre 1943, un appareil Focke-Achgelis Fa 223 Drachen est perdu lors d'une mission de sauvetage, marquant ainsi le premier accident d'hélicoptère en zone de montagne. L'appareil s’écrase à proximité du sanatorium Martel de Janville, au plateau d'Assy. Les deux occupants, l’Oberleutnant Brennecke et son assistant, meurent sur le coup. L'accident est également présenté comme le premier crash connu d’un hélicoptère militaire en mission.
Le 16 avril 1970, un glissement de terrain engloutit le sanatorium du Roc de Fiz, tuant 56 enfants et adolescents ainsi que 15 adultes.

## Activités

### Stations climatiques
Plateau d'Assy, Praz Coutant et Plaine Joux deviennent, à partir du début du XXe siècle, des stations sanatoriales de haute altitude avec l'installation de quatorze sanatoriums, dont deux pour enfants, dédiés aux soins de la tuberculose.
L'un d'eux a été dévasté par des glissements de terrain en 1970 à Praz Coutant.

## Patrimoine culturel et paysager

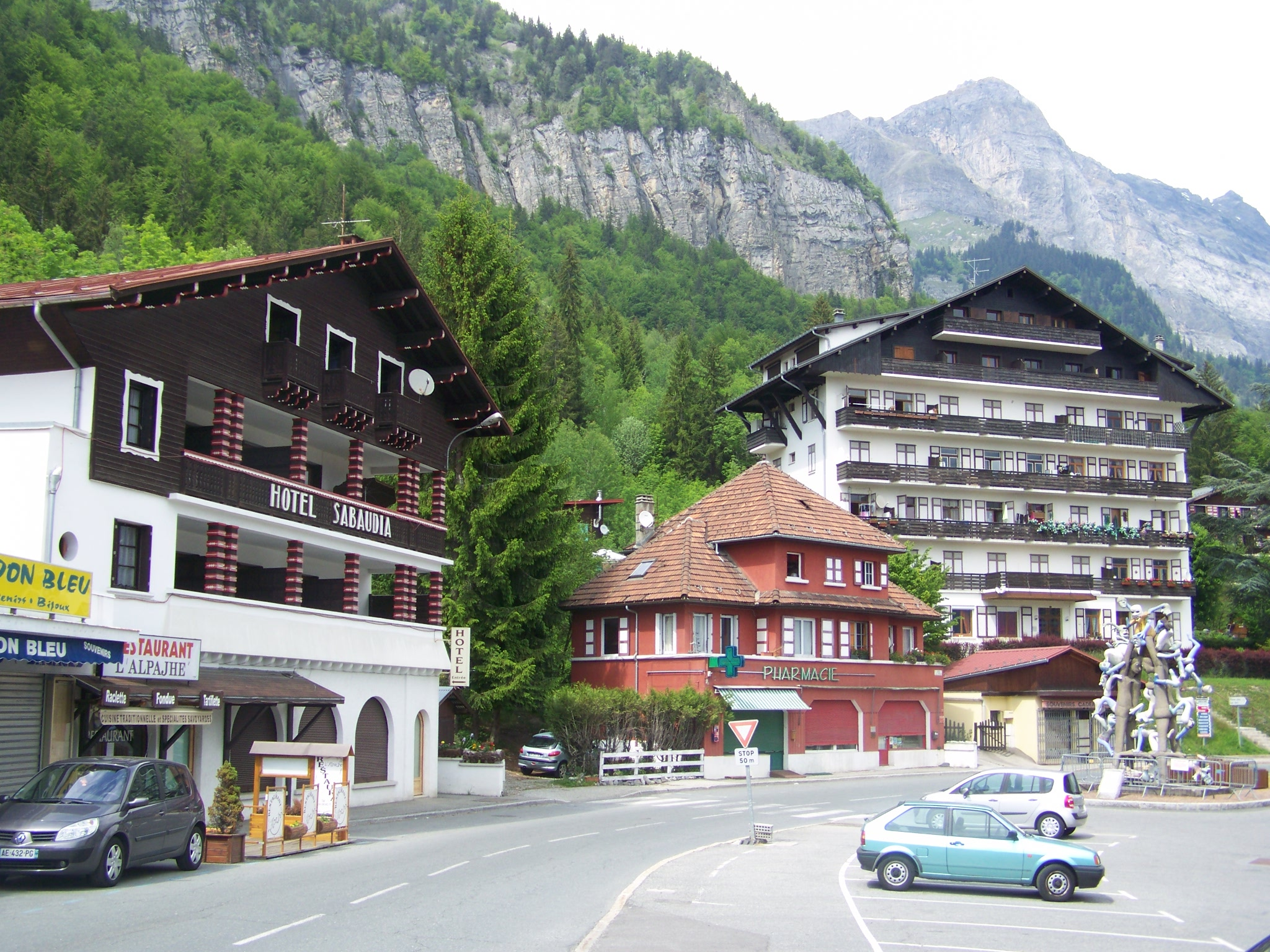
D 43 et place Théophile Vallet de Plateau d'Assy.

On peut y observer une vue dominante sur le massif du Mont-Blanc et visiter l'église Notre-Dame-de-Toute-Grâce décorée par des peintres et sculpteurs prestigieux (Matisse, Chagall, Bonnard, Braque, Rouault, Richier, Lipchitz, Léger, Lurçat).
En 1973, le plateau d'Assy est le site d'une exposition de sculptures contemporaines « Sculptures en Montagne » dont plusieurs œuvres sont encore en place aujourd'hui, notamment les quatre portes situées sur les accès au plateau d'Assy ou à Plaine Joux : la Porte de l'Espace (Alexander Calder), la Porte du Soleil (Albert Féraud), la Porte Bleue (Gardy Artigas) et la Porte d'Eau (Agustín Cárdenas). La sculpture dite de La Grande Échelle (1973) de Charles Semser se trouve sur la place Théophile Vallet, au centre du village. Pierre Gastaud, Michel Guino et Ladislas Kijno ont également participé à l'exposition.

## Risques naturels ou anthropiques
Un éboulement à Praz Coutant a causé en 1970 la mort de 72 personnes, à la suite de quoi le gouvernement a créé une Commission interministérielle d'études des problèmes de la montagne et des risques naturels, avec un sous-groupe consacré aux risques de mouvements du sous-sol, piloté par le BRGM, pour notamment mettre en place un plan ZERMOS de cartographie hiérarchisée de localisation probable des risques de mouvements de sols ou sous-sol (cartes d'alerte et d'information, allant plus loin qu'un inventaire des risques connus). Ce travail a notamment été réutilisé pour les plans de prévention des risques, imposés par la loi sur l'indemnisation des catastrophes naturelles.

## Personnalités
C'est sur le plateau d'Assy, au sanatorium de Sancellemoz, qu'est décédée Marie Curie le 4 juillet 1934.
Un séjour de la famille d'Igor Stravinsky entre 1935 et 1939 est relaté au sanatorium où le compositeur écrit le deuxième mouvement de la symphonie en ut.